# Друкпа Каг'ю
Друкпа Каг'ю — один з головних підрозділів школи тибетського буддизму Каг'ю. В Бутані є панівною школою і державною релігією.

## Заснування школи
Традиція Друкпа Каг'ю почалася з Лінгчен Репи (Пема Дордже, 1128 — 1188), учня Пхагмо Друкпа. Лінгчен Репу часто порівнюють з великим індійським махасиддхом Сарахою. Вважається, що вони обидва досягли реалізації миттєво. Цангпа Г'яре (Єше Дордже, 1161 — 1211) був його учнем.
Він отримав титул першого Друкчен-рінпоче, духовного лідера школи. Саме після нього Друкпа Каг'ю сформувалася як традиція.
Назва «Друкпа» (тиб. Друк — дракон) виникла після того, як в монастирі Нам, заснованим ним між Лхасою і Цурпху в 1205 році, було явище появи дев'яти драконів в небесах. Вони «проявилися» там, де Цангпа Г'яре збирався «затвердити» своє Ваджрне Місце. Цей монастир став іменуватися Нам Друк, а традиція, засновником якої він став, — Друкпа Каг'ю.

## Пема Карпо
Пема Карпо, відомий тибетський вчений, був четвертим Друкчен-рінпоче. У нього було два переродження:
1. Шабдрунг Нгаванг Намґ'ял, який відправився в Бутан поширювати традицію Друкпа Каг'ю; став королем Бутану й об'єднав країну.
2. Пасанг Вангпо (Йонгзін-рінпоче) поширював традицію в Тибеті.

## Лінія Пасанґ Ванґпо
Лінія спадкоємності нинішнього Друкчен-рінпоче йде від Пасанґа Ванґпо. Він став головою Друкпа Каг'ю.
У Пема Карпо було два головних учня: Йонгзін-рінпоче і Чогон-рінпоче. У Йонгзіна-рінпоче було, у свою чергу, три видатних учня:
1. Тагцанг Репа (був посланий в Ладакх затвердити традицію з боку Індії і заснував монастир Хеміс);
2. Кхампа Карма Темпхел (1548—1627), перший Кхамтрул-рінпоче — засновник однієї з найбільших громад практиків, від якої походять понад сорока дочірніх громад в провінції Кхам. Він поширював вчення в Кхамі;
3. Кончок Г'ялпо, перший Дорзонг-рінпоче (був відправлений затвердити традицію в Китаї).

Традиційно розповідають, що по дорозі до Китаю на Кончок Г'ялпо напали грабіжники з містечка Ронгмі, провінція Кхам. Обібравши, вони скинули його з високої скелі. Але він «проявився» на цій вершині знову. Тоді вони вирішили вбити його за допомогою холодної зброї, але вона «проходила» через його тіло, не заподіявши шкоди. Бачачи таку невразливість, розбійники щиро повірили в нього. Вони запросили його в Ронгмі, але Кончок Г'ялпо відмовився. Тоді вони присягнулися, що покінчать із собою. Він погодився відправитися з ними і заснував своє перше місце для ретритів — Дордже-дзонг. Тому він не зміг потрапити до Китаю. Було передбачено, що якщо він добереться до Китаю, вчення утвердиться. Але цього не сталося.

## Лінія Кхамтрула-Рінпоче
У Кхамтрула-рінпоче, у свою чергу, було три основних учня:
1. Друкпа Чоджел Г'яцо (1578 — ?), перший Дугу Чоджел;
2. Трульшук Трінлей Г'яцо, перший в лінії Адеу-рінпоче;
3. Зігар Сонам Г'яцо, перший Зігар-рінпоче.

Вони були відомі як три Г'яцо (тиб. Г'яцо — океан), і зараз живуть їхні восьмі втілення.

## Адеу-рінпоче
Нинішнього Адеу-рінпоче шанують не лише як учителя Друкпа Каг'ю, але як дуже високоповажного ламу. Він провів у в'язниці і на поселеннях багато років у важкі для Тибету часи. У в'язниці його і ще кілька лам врятував китайський лікар. Адеу-рінпоче — багатогранний майстер. Він пройшов серйозне навчання і виконав довге самітництво. Його повністю навчили учні Шак'я Шрі (1854 — 1919). 27 червня 2007 року він пішов з життя. Його відхід супроводжувався всіма ознаками реалізації.

## Монастирі
Найбільш значущі монастирі школи:
- Ралунг в центральному Тибеті на північ від Бутану
- Друк Сангаг Челінг
- Хеміс
- Тхімпху-дзонг в столиці Бутану Тхімпху
- Пунакха-дзонґ в місті Пунакха в Бутані
- Намбрук